# Comana, Constanța
Comana este satul de reședință al comunei cu același nume din județul Constanța, Dobrogea, România. În trecut, localitatea s-a numit Mustafa Aci/Mustafa Agi (în turcă Mustafa Hacı). Numele actual provine de la unul dintre primii locuitori de după 1877 și anume Teodor Comănescu. După 1893, aici sunt împroprietărite familii din satele Albești și Urluiasca din județul Olt. La recensământul din 2002 avea o populație de 917 locuitori.
Satul Orzari (în trecut Erebiler) a fost comasat cu satul Comana în urma reformei administrative din 1968.